# Przymus atutowy
Przymus atutowy to odmiana przymusu, przy którym atuty służą jako komunikacja, niezbędna do odegrania wyrobionej groźby lub stwarzają groźbę wyrobienia przebitką lew w pewnym kolorze, o ile obrońcy pozbawią się wystarczającej ochrony w tym kolorze.

## Przykład
Przykład końcówki, w której dochodzi do przymusu atutowego:
```
                        ♠ K 2
                        
♥
 A
                        
♦
 -
                        ♣ A
             ♠ A 3
             
♥
 K 3                nieistotne
             
♦
 -                  
             ♣ -
                       ♠ -
                       
♥
 D 2
                       
♦
 A
                       ♣ 2
```

Atutem są kara. Rozgrywający wychodzi treflem do asa w dziadku i obrońca W staje przed wyborem:
- jeżeli odrzuci kiera, to rozgrywający zagra asa w tym kolorze wyrabiając damę i przejdzie do ręki przebitką pik aby tę damę wykorzystać,
- jeżeli odrzuci pika, to rozgrywający przebije małego pika w ręce i wróci do dziadka kierem aby zagrać wyrobionego króla pik.